# غاسول (استان بیض)
غاسول (به عربی: الغاسول) یک شهرداری در الجزایر است که در استان البیض واقع شده‌است.